# Merlot (chanteur)
Pour les articles homonymes, voir Merlot et Merlaut.
Merlot, de son prénom Manuel, est un chanteur français.

## Biographie
Merlot est né à Ivry-sur-Seine d’une mère enseignante et d’un père cadre dans l'urbanisme, tous deux « militants socialement actifs ». Il est prénommé Manuel en hommage à la révolution socialiste au Chili. Il fonde en 1993 avec une bande d'amis du lycée le groupe de reggae Baobab. Après 10 ans de tournée internationale et quatre albums il estime avoir fait le tour de ce style. Il enregistre son premier album solo sous le pseudonyme de Merlot avec Cedryk Santens, guitariste/arrangeur. L'album mélange hip hop, jazz, blues, soul, reggae et folk.

## Discographie
En tant que chanteur du groupe Baobab :
- Naturel, 1999 ;
- Reggae Social Club, 2001 ;
- 8 heures par jour, 2005.

En solo :
- Chansons d'amour... et de haine, paru le 15 juillet 2008.
- Les Fonds de Tiroirs, paru le 3 juin 2009.
- Au fond de la classe, album pour enfants dans la collection Tintamarre paru en 2010.
- Business Classe, paru chez Playon en octobre 2012.
- Marcel le Père Noël et le petit livreur de pizza, Arles, Harmonia mundi, 2015

- Coup de cœur Jeune Public printemps 2016 de l'Académie Charles-Cros, avec Reda Kateb (voix parlée) et Cédryck Santens (Compositeur),.
- Radio Citius, Altius, Fortius : citius, plus vite ! Altius, plus haut ! Fortius, plus fort !, Rochefort : Le Label dans la forêt, 2019

- Coup de cœur Jeune Public automne 2019 de l'Académie Charles-Cros avec Benjamin Gozlan (illustrateur).